# 国造村
国造村（こくぞむら）は石川県能美郡にあった村。
現在の能美市の南東端にあたる。村名は虚空蔵山に因んで名づけられた。

## 地理
- 山 ： 虚空蔵山、観音山、高野山、揚原山
- 河川 ： 鍋谷川

## 歴史
- 1889年（明治22年）4月1日 - 町村制の施行により、坪野村、金剛寺村、館村、鍋谷村、和気村及び寺畠村の区域をもって、国造村が発足する。
- 1907年（明治40年）8月5日 - 里川村、古河村及び国造村が合併して、国府村が発足する。